# Utbildning i Italien
1859 infördes ett enhetligt skolsystem i vad som 1861 kom att bli det enade Italien. Skolåret i Italien börjar kring 15 september, men de högre utbildningsinstitutionerna börjar först kring den 1 oktober.